# 哲里木站
哲里木站是一个集通线上的铁路车站，位于内蒙古自治区通辽市科尔沁区河西街道，建于1995年，目前为四等站，邮政编码为028021。目前客运：办理旅客乘降；行李、包裹托运；货运：办理整车货物发到。